# Naarda fuscicosta
Naarda fuscicosta là một loài bướm đêm thuộc họ Noctuidae.